# Manuel Aguirre
Pour les articles homonymes, voir Aguirre.
Pas d'image ? Cliquez ici

a Compétitions nationales et continentales officielles uniquement.

b Matchs officiels uniquement.
Dernière mise à jour le  .
Manuel Aguirre, né le 28 juillet 1959 à Buenos Aires (Argentine), est un joueur international argentin de rugby à XV, évoluant au poste de pilier.

## Biographie
Manuel Aguirre connaît trois sélections internationales en équipe d'Argentine, il fait ses débuts le 4 août 1990 contre l'équipe d'Angleterre lors d'une victoire 15 à 13 à Buenos Aires. 
Sa dernière apparition comme Puma a lieu le 13 octobre 1991 contre l'équipe des Samoa, son équipe est défaite 35 à 12 à Pontypridd.

## Statistiques en équipe nationale
- 3 sélections en équipe d'Argentine.
- Nombre de sélections par année : 2 en 1990, 1 en 1991
- Participation à la Coupe du monde en 1991 (1 match comme titulaire).